# Де Ведруна де Мас, Хоакина
Хоаки́на де Ведруна де Мас или Иоаки́ма Свято́го Франци́ска (кат. Joaquima del Pare sant Francesc; 17 апреля 1783[…], Барселона — 28 августа 1854[…], Барселона) — святая римско-католической церкви, монахиня, основательница Конгрегации Сестёр Кармелиток Милосердия Ведруны (СCV).

## Биография
Хоакина де Ведруна родилась 16 апреля 1783 года в Барселоне в семье Лаврентия де Ведруна и Тересы Видал-и-Комас. Её родители принадлежали к классу образованной буржуазии. Отец служил нотариусом, а мать занималась воспитанием восьми детей. В 12 лет девочка выразила желание стать монахиней и поступить к кармелиткам в монастырь Воплощения в Барселоне, но настоятельница этого монастыря попросила её подождать в связи с очень юным возрастом.
Повзрослев, Хоакина познакомилась с Теодором де Мас-Сола — молодым сельским дворянином из Вих, который был юристом. Она приняла его предложение выйти замуж и 24 марта 1799 года они обвенчались в церкви. В супружестве у них родилось девять детей, трое из которых умерли ещё во младенческом возрасте. С началом войны с Францией, напавшей на Испанию в 1808 году, Теодор добровольцем ушел на фронт. По окончании войны в 1814 году он вернулся домой больным туберкулёзом, от чего вскоре умер.
В 33 года, оставшись вдовой с шестью детьми на руках, Хоакина покинула Барселону и переехала в родовое именье почившего супруга в Вих, принадлежавший теперь ей. Здесь она много трудилась, чтобы обеспечить детей всем необходимым. Тогда же она вернулась к мысли принять монашество, после того, как сыновья и дочери вырастут.
Встреча со Стефаном Олотским (в миру Эстебан Фабрега-и-Сала) — монахом из ордена капуцинов, служившего на подворье в Вих в 1819 году, определила призвание Хоакины. Он стал её духовником и благословил основать новый монашеский институт с харизмой, посвящённой уходу за больными и образованию девочек из бедного сословия. Свою поддержку этому начинанию выразил и местный епископ, доверивший общину семье кармелитов и давший ей начальное Правило. Институт получил название Терциарных Сестер Божией Матери Кармельской, а в 1866 году сменил его на Конгрегацию Сестер Карселиток Милосердия Ведруны.
6 января 1826 года в Вих в часовне епископского дворца Хоакина вместе с восьмью соратницами принесла монашеские обеты и взяла новое имя Иоакимы Святого Франциска. На следующий день она оставила все мирские дела, передав их на попечение наследников. В течение месяца к ней в имение приходили девушки и женщины, желавшие посвятить себя Богу таким же образом. А 26 февраля 1826 года конгрегация получила временное признание.
Во время гражданской войны в Испании (Карлистские войны) основательница и монахини её института подверглись гонениям со стороны одной из враждовавших партий. Иоакима была арестована и в течение пяти дней находилась в городской тюрьме в Вих. Ей пришлось оставить главный дом конгрегации и укрыться во Франции, ухаживая там в госпитале за ранеными и больными. Только через шесть лет — осенью 1843 года — она смогла вернуться в Вих и навестить общины, основанные ею до начала войны.
В 1845 году по просьбе Иоакимы Антоний Мария Кларет составил новое Правило конгрегации на основании записей духовника Иоакимы и её дополнениях. Это Правило было окончательно утверждено в 1866 году. В послевоенное время Иоакима основала двадцать новых домов института. В 1849 году у неё случился приступ инсульта, от которого она так и не оправилась. Через три года после этого ей пришлось оставить служение генеральной настоятельницы. Иоакима переехала в дом института в Барселоне, где климат был мягче, чем в Вих. В Барселоне во время эпидемии Иоакима заразилась холерой. Получив последнее напутствие, Иоакима Святого Франциска тихо скончалась 28 августа 1854 года.

## Почитание
Римский Папа Пий XII 19 мая 1940 года причислил её к лику блаженных, а 12 апреля 1959 года Римский Папа Иоанн XXIII канонизировал подвижницу.
Литургическая память совершается 22 мая.